# Echinosigra
Echinosigra is een geslacht van zee-egels uit de familie Pourtalesiidae.

## Soorten
Ondergeslacht Echinosigra
- Echinosigra mortenseni Mironov, 1974
- Echinosigra phiale (Thomson, 1873)
- Echinosigra porrecta Mironov, 1974
- Echinosigra vityazi Mironov, 1997

Ondergeslacht Echinogutta
- Echinosigra amphora Mironov, 1974
- Echinosigra antarctica Mironov, 1974
- Echinosigra fabrefacta Mironov, 1974
- Echinosigra valvaedentata Mironov, 1974